# Joan Rom
Joan Rom (Barcelona, 1954) és un artista català format a la Universitat de Barcelona, on va estudiar belles arts, primer interessant-se per la pintura per passar després per un període més escultòric, on feia servir materials poc convencionals, habitualment materials de rebuig o objectes trobats. De totes maneres, malgrat que la seva formació fou de caràcter pictòric, el mateix artista considerava que la seva tècnica era més pròpia d'un escultor.
Manuel Segade adscriu Joan Rom a una generació que el teòric José Luis Brea va definir a Las auras frías: artistes que van dur al límit les possibilitats lingüístiques de l'obra d'art, que posaven en escena el mateix cerimonial buit en què la representació no mostra sinó el seu propi esdevenir.
Cal mencionar que l'any 1998, quan Rom es trobava en un bon moment dins la seva trajectòria artística, va decidir abandonar la seva activitat com a artista per dedicar-se a la docència. Rom prengué aquesta decisió després d'una exposició molt aplaudida a la galeria Estrany-de la Mota, argumentant que se sentia cansat i que ja havia expressat tot el que tenia intenció de dir.
| «          | Estic agraït a l'art, perquè em va permetre veure el món des d'una altra perspectiva. | » |
| — Joan Rom |                                                                                       |   |

## Obra
La seva obra analitza la relació entre natura i tot allò que és artificial. Les seves obres com les de Perejaume, Pepe Espaliú, Ramon Guillén-Balmes, Robert Llimós o Jana Sterbak associen objectes quotidians i fragments de realitat trobats en processos de vinculació i/o descontextualització; d'aquesta manera mostren el costat més intimista de l'art.
L'obra de Rom presenta punts de connexió amb l'arte povera, l'art conceptual i el minimalisme, per bé que habitualment les seves creacions presenten un significat poètic, amagat, que desafia les convencions. A més, l'artista honora la memòria dels objectes i materials amb els quals treballa, mantenint sempre una sobrietat característica, que el distingeix entre els seus contemporanis.

## Exposicions rellevants
- 1986 - Joan Rom : Fàcies negra, Fundació La Caixa[11]
- 1990 - Espai 13, Fundació Joan Miró. Les seves escultures de cautxú frustraven les expectatives retinals del visitant i oferien un material que funcionava com una pantalla per a la reflexió, on fins i tot el mateix terra de la sala, emmarcat per estructures escultòriques, s'incorporava a les peces com una part de la mateixa exposició.[6]
- 1997 - Introversions (MACBA)
- 1998 - Transportable Espai Tinglado 2 (Tarragona)
- 2013 - Fundació Suñol